# Pjotr Stolypin
Pjotr Arkadjevitj Stolypin (ryska: Пётр Арка́дьевич Столы́пин), född 14 april (2 april enligt g.s.) 1862 i Dresden i dåvarande Kungariket Sachsen, död 18 september (5 september enligt g.s.) 1911 i Kiev, var en rysk politiker. Han var ministerpresident under tsar Nikolaj II 1906–1911 och blev känd för sina hårdhänta försök att bekämpa revolutionära grupper och för sin jordbruksreform.

## Biografi
Stolypin var en högboren medlem av den ryska aristokratin; på sin fars sida släkt med poeten Michail Lermontov. Familjen höll på de aristokratiska traditionerna till en sådan utsträckning att Stolypins äldre bror dödades i en duell, varpå Stolypin utmanade mördaren i en ny duell, i vilken han skadade sin högerarm, som därefter blev nästan helt förlamad. Han fick en god utbildning vid universitetet i Sankt Petersburg och tjänstgjorde inom den statliga byråkratin. År 1902 utsågs Stolypin, som då var yngre än någon av sina kolleger, till guvernör, först över Grodno, sedan över Saratov, där han blev känd för sitt brutala undertryckande av bondeoroligheterna under den ryska revolutionen 1905. Hans framgångar gjorde att han blev utsedd till inrikesminister under Ivan Goremykin, för att ett par månader senare avlösa Goremykin som premiärminister. 
Den 25 augusti 1906 höll familjen Stolypin en offentlig mottagning i sin datja. Två revolutionärer ville lämna över en vas fylld med dynamit, men de blev stoppade i ett angränsande rum och detonerade då bomben. 28 personer dog, inklusive Stolypins 15-åriga dotter. Hans 3-årige son bröt benet och Stolypin skadades lätt av splitter.
Som regeringschef sökte Stolypin reformera det eftersatta ryska jordbruket genom att bryta upp bondbyar och främja utflyttning till Sibirien och därigenom skapa en klass av självägande och marknadsorienterade jordbrukare. Han drev hänsynslöst igenom sina reformer utan att vare sig rådfråga duman eller jordbrukarna själva. Stolypin mördades av vänsterrevolutionären Dmitrij Bogrov i samband med ett besök i Kievs operahus. Han blev gravsatt i Petjerskaklostret i Kiev.